# Анадолијски хисар
Анадолијски хисар је утврђење на азијској обали Босфора, које је током 1393. и 1394. године подигнуто по наређењу османског султана Бајазита I (1389—1402) у току припрема за опсаду Цариграда 1395. године. Подигнуто је на месту на коме је Босфор најужи, свега 660m, поред малог потока и обувата површину од око 7.000m² и представља најстарију османлијску грађевину у Цариграду. Средином 15. века, преко пута њега је подигнута нова тврђава Румелијски хисар, чиме је Османска империја успоставила потпуну блокаду Босфора, као увод у коначно заузимање Цариграда 1453. године. Данас је поред њега велики мост преко Босфора, док је сама тврђава обновљена почетком `90 година 20. века, али је њена унутрашњост затворена за посетиоце. 
Сама тврђава се састоји од квадратне донжон куле високе око 25 m, око које је подигнут бедем у облику неправилног петоугла ојачан кулама смештеним на угловима. Касније му је султан Мехмет II (1451—1481) додао још један бедем ширине 2m. У његовој унутрашњости је подигнута џамија, као и читав низ других грађевина неопходних за њено функционисање (куће, складишта...).
Тврђава је након османског освајања Цариграда 1453. године служила као затвор, а њен минијатурни модел се налази у парку Мини Турска у Цариграду.